# Kostariewo (obwód wołgogradzki)
Kostariewo (ros. Костарево) – wieś w Rosji, w obwodzie wołgogradzkim, w rejonie kamyszyńskim. W 2010 liczyła 1011 mieszkańców.